# 米哈伊尔·科尔尼延科
米哈伊尔·鲍里索维奇·科尔尼延科（俄语：Михаи́л Бори́сович Корние́нко，羅馬化：Mikhail Borisovich Kornienko，1960年4月15日—）是俄罗斯飞行工程师，已退役宇航员。

## 早年
出生在萨马拉州塞茲蘭。父亲鲍里斯·科尔尼延科（Борис Корниенко）是一名军队飞行员，在1965年10月Mi-6直昇機事故中坠毁身亡。早年生活在车里雅宾斯克州的南烏拉爾斯克，1977年毕业于車里雅賓斯克第15中学。1978年至1980年在空降部队服役。
1981年至1987年在莫斯科航空学院学习，并获得了工程学学位。1980年至1986年在莫斯科执法部门工作。1986年开始在机械工程设计局担任测试工程师。1991年至1995年为一些商业公司工作。1995年4月开始在科罗廖夫能源火箭航天集团担任工程师职务。

## 宇航员生涯
1998年2月，他成为未来宇航员的人选，开始在加加林宇航员培训中心接受基础训练。1999年获得测试宇航员资格。2008年8月成为远征23航空工程师预定人选，接受高级培训。

### 远征23/24

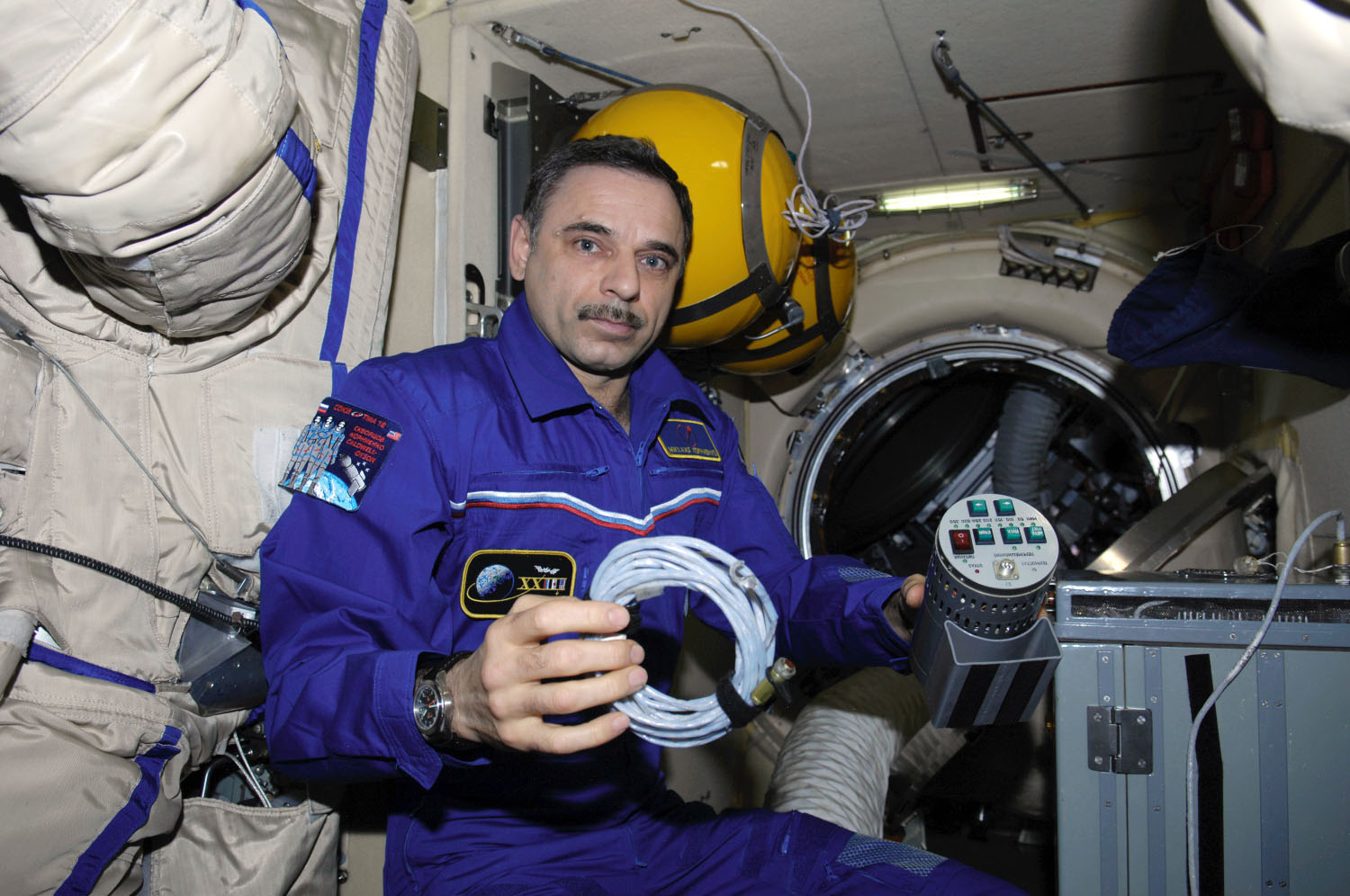
正在进行太空实验的科尔尼延科

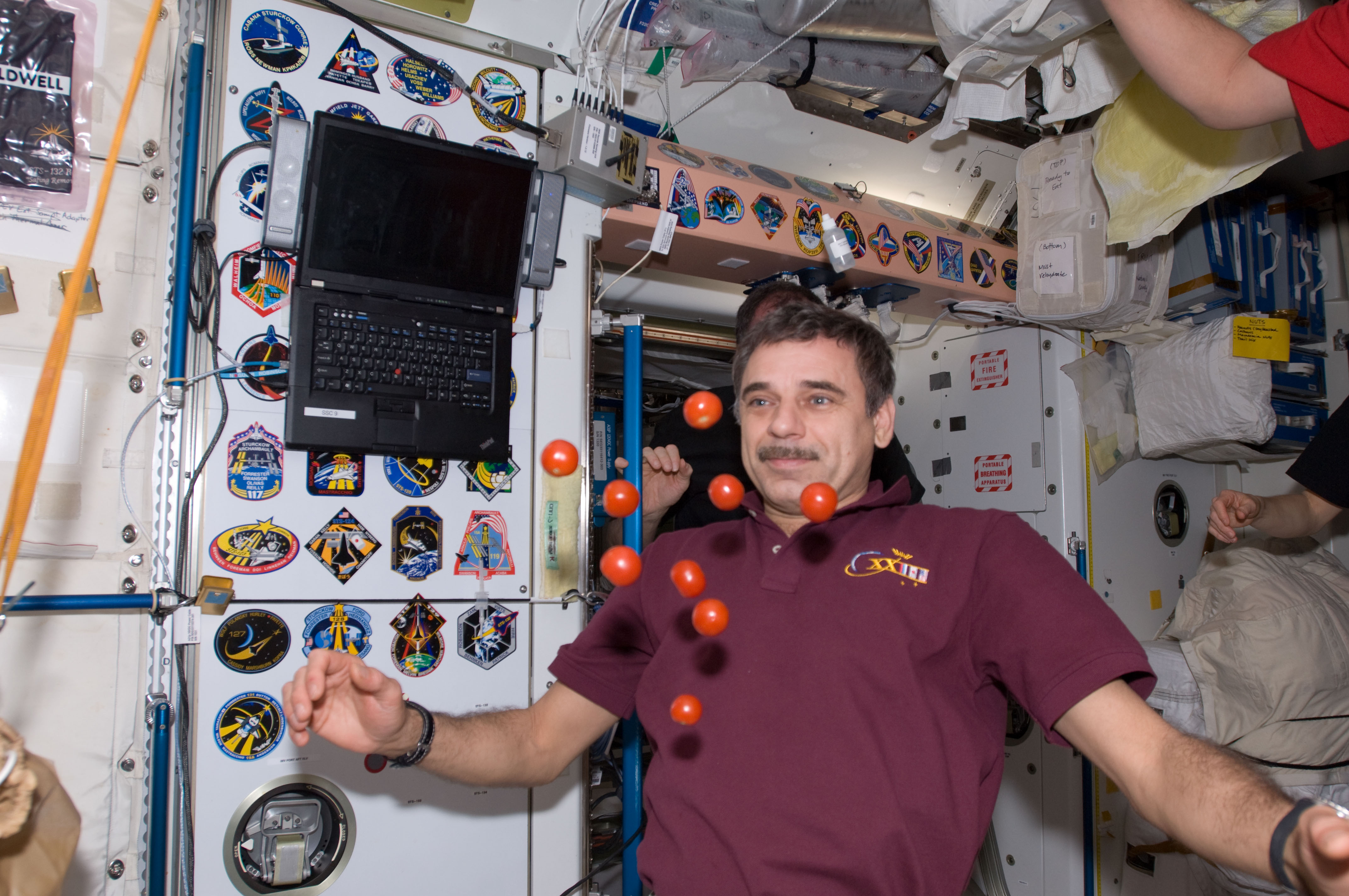
科尔尼延科与漂浮的西红柿

哈萨克斯坦时间2010年4月2日，联盟-FG型运载火箭在拜科努尔航天发射场成功将载有科尔尼延科、亚历山大·斯克沃尔佐夫以及美国宇航员特雷西·考德威尔·戴森的联盟TMA-18号飞船送入太空近地轨道。
莫斯科时间2010年7月27日8时11分（北京时间12时11分），他和费奥多尔·尤尔奇欣穿着俄制“奥兰-MK”舱外宇航服，打开码头号对接舱舱门，开始了太空行走，整个过程共持续6小时43分。他们主要完成了两项任务：一是从星辰号服务舱外部更换了一个摄像头，用于监测欧洲自动货运飞船与国际空间站俄罗斯舱段的对接过程；二是分别在黎明号实验舱、星辰号服务舱和曙光號功能貨艙之间铺设并接通了电缆，这标志着黎明号小型实验舱将正式投入使用。
2010年9月24日，由于联盟号宇宙飞船与国际空间站分离失败，科尔尼延科、斯克沃尔佐夫以及戴森的返航计划被迫推迟至25日。俄羅斯航太官员表示故障原因为连接飞船与空间站的插销未成功开启，这类故障尚属首次发生。

### 远征43/44/45/46
2015年3月，他和斯科特·凯利以及根纳季·帕达尔卡乘坐联盟号宇宙飞船从哈萨克斯坦发射升空，抵达空间站。他将和美国宇航员斯科特·凯利在国际空间站上度过约一年的时间，以便更好地了解太空生活对人体的长期影响。
2016年1月1日，他和尤里·马连琴科、谢尔盖·沃尔科夫在国际空间站用中文问候中国人民新年好。
莫斯科时间2015年8月10日17时17分（北京时间22时17分），他和根纳季·帕达尔卡走出国际空间站，在进行了约6小时的舱外任务后顺利返回码头号对接舱。
莫斯科时间2016年3月2日4时左右（北京时间9时左右），他和斯科特·凯利以及沃尔科夫乘坐联盟TMA-18M飞船与国际空间站分离。经过数小时飞行后，飞船返回舱于莫斯科时间7时25分（北京时间12时25分）在哈萨克斯坦南部的杰兹卡兹甘地区成功着陆。
统计
| # | 发射载具    | 发射时间（UTC）       | 任务代号        | 着陆载具    | 着陆时间（UTC）      | 时长总计     | 舱外活动次数 | 舱外活动时长 |
| - | ----------- | --------------------- | --------------- | ----------- | -------------------- | ------------ | ------------ | ------------ |
| 1 | 联盟TMA-18  | 2010年4月2日4时4分    | 远征23/24       | 联盟TMA-18  | 2010年9月25日5时23分 | 176日1时18分 | 1            | 6时42分      |
| 2 | 联盟TMA-16M | 2015年3月27日19时42分 | 远征43/44/45/46 | 联盟TMA-18M | 2016年3月2日4时25分  | 340日8时42分 | 1            | 5时34分      |
|   |             |                       |                 |             |                      | 516日10时0分 | 2            | 12时16分     |

## 个人生活
喜好运动，也是業餘無線電爱好者。
2017年12月宣布从宇航员退役，成为加加林宇航员培训中心的测试专家，负责新宇航员的训练工作。

## 荣誉
- 俄罗斯联邦宇航员和俄罗斯联邦英雄荣誉称号（2011年）[13]
- 四级祖国功勋勋章（2017年）[14]
- 南烏拉爾斯克荣誉市民